# Annabel Lee (canción)
«Annabel Lee» es una canción del grupo de pop rock español Radio Futura, publicada en 1987, incluida en su álbum de estudio La canción de Juan Perro.

## Descripción
Musicalización del poema homónimo del estadounidense Edgar Allan Poe, con arreglos en la letra de Santiago Auserón y música de su hermano Luis.
El tema ha sido clasificado por la revista Rolling Stone en el número 178 de las 200 mejores canciones del pop rock español, según el ranking publicado en 2010.

## Videoclip
El videoclip de la canción fue estrenado en el programa de TVE La bola de cristal. Cuenta con una ambientación decimonónica y gótica, contó con la actriz Cristina Marcos, encarnando al personaje que da título a la canción. En el video Santiago aparece caracterizado como un noble en su mansión y Enrique y Luis como los ángeles del cielo y demonios del mar que menciona el poema. Fue dirigido por Manuel Soriano.

## Versiones
La canción fue versionada por Enrique Bunbury para el álbum homenaje a Radio Futura Arde la calle, publicado en 2004.
En 2009 el grupo sevillano Maga hicieron una versión para su disco "2001-2008"